# 鄢陵の戦い

鄢陵の戦い

鄢陵の戦い（えんりょうのたたかい、中国語 鄢陵之戰 Yānlíng zhī zhàn）は、中国春秋時代の紀元前575年（周の簡王十一年、魯の成公十六年）に鄢陵（現在の河南省許昌市鄢陵県）にて晋と楚が激突した戦い。晋軍の勝利に終わった。

## 事前の経緯
紀元前579年、晋と楚は宋の地で会盟を行い、晋楚両方に親交のあった宋の華元の仲介により、両者が共に宋と盟約を結ぶ形で停戦した（『史記宋微子世家』にはこの出来事を紀元前589年（宋の共公元年）としているが、『左伝』には紀元前579年（魯の成公十一年）としている。『史記』の元年は九年の誤りと見られる）。
しかし紀元前577年、晋の盟下にある鄭が楚の盟下にある許を討ったので楚の共王は許を救うために鄭を討った。翌年、楚によって討たれた鄭は楚に領土を割譲して和睦し、楚の盟下に置かれることになった。晋の厲公は元々自分に従っていた鄭の背信を正すために、衛・斉・魯などを従えて鄭を討つことにした。鄭は楚に救援を求めたので、晋と楚は再び戦うことになった。これが鄢陵の戦いである。

## 鄢陵の戦い
鄢陵の戦いのとき、楚軍は中軍・左軍・右軍の三軍で戦いに臨み、対する晋軍は中軍・上軍・下軍・新軍の四軍を保持していた。

### 晋軍の編成
- 君主：厲公　軍師：苗賁皇
  - 中軍 - 将：欒書　佐：士燮
  - 上軍 - 将：郤錡（中国語版）　佐：荀偃（中行偃）
  - 下軍 - 将：韓厥　佐：荀罃（智罃）（晋の留守を預かる）
  - 新軍 - 将：郤犨　佐：郤至

### 楚軍の編成
- 君主：共王　軍師：伯州犂
  - 中軍 - 将：子反（中国語版）（公子側、荘王の兄弟）
  - 左軍 - 将：子重（中国語版）（公子嬰斉、荘王の兄弟）
  - 右軍 - 将：子辛（中国語版）（公子壬夫、荘王の兄弟）

### 戦闘の経緯
戦いはもつれ、共王が晋の大夫の魏錡に目を射られて負傷するほどの混戦となった。共王は怒り、家臣の養由基に命じて一矢で以て射殺させた。しかし、共王の負傷に動揺した楚軍の意気は振るわなくなった。
そこで共王は夜になって子反を招き、翌日の作戦について相談しようとしたが、あろうことか子反は酒に酔い潰れ、共王の御前に出ることが出来なかった。共王はこれを知って楚軍の敗退を予見し、その日のうちに陣を抜けて首都郢に帰った。

## 戦後
戦後、子反は戦いの最中の失態を子重に責められて自殺する。
勝った晋であったが、厲公がこの勝利により増長し、この後の晋に災いが来る事を恐れた士燮は家臣に己を呪わせて死ぬ。その後の厲公は威勢を頼んで国内の豪族達を廃して公室の力を取り戻そうと画策し、大族・郤氏の卿三人を殺した。しかし、これで自分達もそうなるのではと恐れた欒書(らんしょ)と荀偃（中行偃）(じゅんえん)によって殺されることになった。
先立っての邲の戦いで楚へと傾いていた覇権はこの戦いの勝利により晋へと傾く。厲公が殺された後に晋では名君悼公が登場して覇権を確たるものとする。